# Rabies
Rabies («Rabia») es una película para televisión dramática sueca de 1958 dirigida por Ingmar Bergman.

## Argumento
Una carrera de relevos de escenas de la vida humana. Representa cómo los rasgos inferiores de los seres humanos se propagan como una enfermedad: la persona que es rechazada/humillada/oprimida se desquita con otra persona.

## Reparto
- Bibi Andersson como Eivor.
- Axel Düberg como Cabo Sven.
- Åke Fridell como Sixten Garberg.
- Tor Isedal como Knut.
- Åke Jörnfalk como Rolf.
- Gunnel Lindblom como Jenny.
- Dagny Lind como Tía
- Nils Nygren como Cronswärd.
- Toivo Pawlo como Mayorista.
- Marianne Stjernqvist como Sra. Svensson.
- Folke Sundquist como Erik.
- Max von Sydow como Bo Stensson Svenningson.